# Genepì

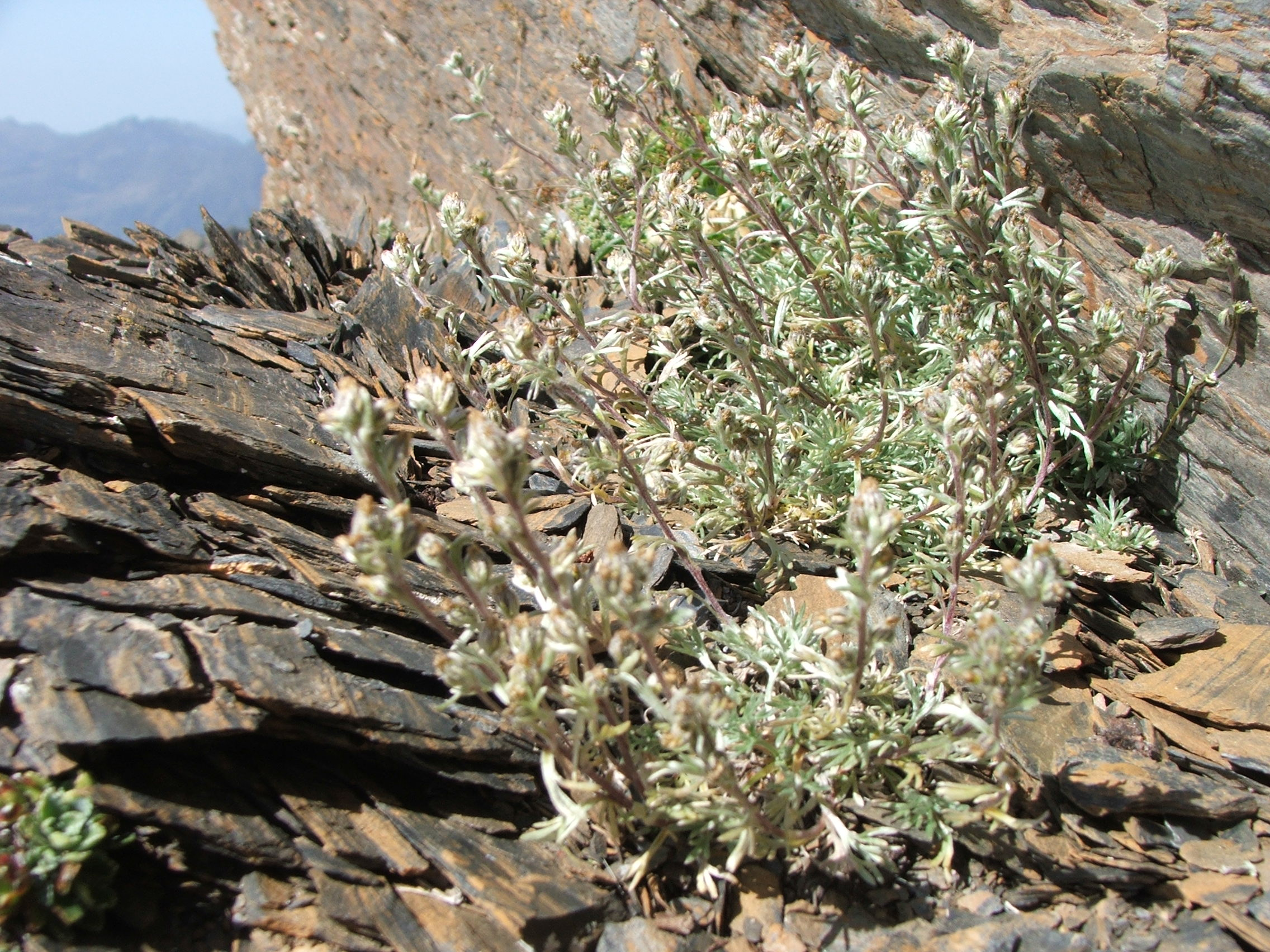
Un cespuglio di genepì fotografato sulle Alpi Orobie

Genepì (génépi o génépy in francese) è il nome comune di diverse specie di piante aromatiche del genere Artemisia che crescono sulle Alpi Occidentali (Artemisia umbelliformis, Artemisia genipi, Artemisia glacialis); da alcune si ricava per infusione e distillazione un liquore che porta lo stesso nome.
Nella cultura popolare il fiore dell'Artemisia genipi era creduto di genere maschile (Genepì maschio) e quello dell'Artemisia mutellina di genere femminile (Genepì femmina o Genepì bianco); entrambe le specie sono cespugli di piccole dimensioni (5/20 cm di diametro e 10/15 cm di altezza).
L'Artemisia glacialis non è adatta all'infusione, perché contiene gli oli essenziali solamente nel seme.
Essendo il Genepì una specie protetta, il fiore utilizzato per aromatizzare l'etanolo destinato alla produzione del liquore al giorno d'oggi è coltivato. Le coltivazioni sono localizzate per lo più In Valle d'Aosta e in Piemonte, e si effettuano a quote relativamente basse (1.900 - 2.000 m s.l.m.), mentre il genepì non coltivato cresce a quote più alte, ovvero tra i 2.200 e i 3.000 m s.l.m.